# Močerady (Rožmitál na Šumavě)
Močerady (německy Muscherad) je částečně zaniklá ves na území obce Rožmitál na Šumavě  v okrese Český Krumlov.

## Historie
První písemná zmínka o této vsi pochází z roku 1262. V roce 1930 zde stálo 12 domů a žilo zde 77 obyvatel. Močerady byly osadou tehdejší obce Čeřín a patřily do římskokatolické farnosti Rožmitál na Šumavě. V letech 1938 až 1945 byly v důsledku uzavření Mnichovské dohody přičleněny k nacistickému Německu. Poté byly do roku 1972 částí obce Rožmitál na Šumavě, v dalších letech se jako část obce neuvádí.